# Glykeria
Glykeria Kotsoula, nota solo come Glykeria  (in greco Γλυκερία; 1953), è una cantante greca.

## Discografia
- 1978: Min Kaneis Oneira Trela
- 1980: Sta Matia Kita Me
- 1981: Ta Smyrneika
- 1983: Apo ti Smyrni ston Peiraia
- 1984: Stin Omorfi Nyhta (Live)
- 1985: Tragoudi Esthimatiko
- 1986: Matia Mou
- 1987: Me Panselino
- 1988: Nea Selini
- 1990: Ola Mou Ta Mystika
- 1991: Ximerose
- 1992: I Hora Ton Thavmaton
- 1992: Nyhtes Magikes ki Oneiremenes (Live)
- 1994: Se Mia Schedia
- 1996: I Glykeria Tragoudai Antoni Vardi
- 1998: Maska
- 2000: Harama 2000 (Live)
- 2002: Ta Rebetika
- 2004: Aniksi
- 2006: Vrohi Ton Asterion
- 2008: Ta Themelia Mou Sta Vouna
- 2010: I Agapi Einai Eleftheri
- 2014: kane kouragio ellada mou